# Wilson Saliwonczyk
Wilson Saliwonczyk (Los Toldos, 28 de noviembre de 1975) es un autor, poeta y payador argentino.

## Biografía
Este autor cultiva la improvisación, composición de canciones y poemas. Además ejerce la investigación de la oralidad, recorre diferentes países de América, Europa y África dando conciertos y conferencias. Edita y prepara libros y discos. También escribe artículos para revistas de Argentina, Brasil, Chile, Estados Unidos, Francia, País Vasco, Uruguay, etc.
Además de crear payadas y talleres, da conciertos dinámicos, humorísticos e interactivos en teatros, festivales y una gran cantidad de eventos. Musicalizó y grabó una versión integral de la obra Martín Fierro. Y Recorre habitualmente con sus conciertos América, África y Europa además de dar charlas en las universidades San Sebastián del País Vasco, Simón Bolívar de Venezuela; Évora de Portugal; San Pablo de Brasil; Siena de Italia, Complutense de Madrid, Almería y Valladolid de España; San Marcos, Villareal y Católica de Perú; Santander y Santa Marta de Colombia; Santiago de Chile, etc.
En 2005 crea e impulsa el movimiento internacional de improvisadores Juglares del Mundo junto con José Criado de España, Paulo de Freitas Mendonça de Brasil y muchos más. Juglares del Mundo ya ha presentado innumerables conciertos en Argentina, Brasil, España y Uruguay. Además de editar en España un disco doble grabado en vivo en la Sala Zitarrosa de Montevideo, y un libro, todo de distribución gratuita para la difusión de este movimiento que convoca artistas de todas las nacionalidades, lenguas y culturas.